# Volkswagen New Beetle
Volkswagen New Beetle var en bilmodel fra Volkswagen, som blev bygget mellem januar 1998 og juli 2010, og hvis retrodesign var rettet mod Volkswagen Type 1.
I efteråret 2011 kom efterfølgeren Volkswagen Beetle på markedet.

## Fra "Concept 1" til "New Beetle"

### Concept 1
I 1992 begyndte Volkswagen på det i 1991 grundlagte American Design Center i Simi Valley, Californien at arbejde på et koncept til en bil, som var baseret på alternative energikilder. Målet var en nul-emissionsbil.  Markedsundersøgelser i USA viste, at befolkningen i Nordamerika som oftest forbandt Type 1 med mærket Volkswagen.
Designerne Freeman Thomas og J Mays designede prototypen "Volkswagen Concept 1" som en moderne kopi af Volkswagen Type 1. Den blev for første gang præsenteret for offentligheden på North American International Auto Show i 1994. Reaktionen fra publikum og fagpressen var overraskende entusiastisk.
I 1995 blev Concept 1 på Geneve Motor Show præsenteret som cabriolet, hvilket igen øgede publikums interesse for bilen, og Volkswagen besluttede at arbejde videre med prototypen. I Geneve talte Volkswagen for første gang om en mulig serieproduktion. Oprindeligt var det planlagt at benytte platformen fra den kommende Polo-generation. Drivkraften kunne i 1995 enten være en 1,9-liters turbodiesel med 66 kW (90 hk) og 5-trins Ecomatic-gearkasse, eller en 1,4-liters trecylindret turbodiesel med 50 kW (68 hk) kombineret med en 18 kW (25 hk)-elektromotor og en 37 kW (50 hk)-elektroinduktionsmotor fra Siemens med totrins automatik.
I Japan præsenterede VW i 1995 en ny, modificeret prototype og offentliggjorde, at mman ville sætte bilmodellen i masseproduktion. Serieversionen blev baseret på A4-platformen fra Golf IV.

### New Beetle
Den 5. januar 1998 blev New Beetle officielt præsenteret på Detroit Motor Show. Derved blev Volkswagen en af de første fabrikanter, som sendte en bil i såkaldt "retrodesign" på markedet.
Designet på "New Beetle" var med fritstående forskærme og rundt formet motorhjelm rettet mod den gamle Type 1. Også kabinedesignet, bl.a. håndtaget over handskerummet, det runde kombiinstrument, bagagenettene på dørene samt den berømte blomstervase på instrumentbrættet mindede om Type 1. New Beetle var ligesom Golf IV, Audi A3 og Škoda Octavia baseret på A4-platformen. På grund af platformen kunne modellen ikke udstyres med hækmotor. De eneste dele til A4-platformen, som var unikke for New Beetle, var køleren og ventilatoren, det treegede rat og en modificeret tankpåfyldningsstuds. Fjedrene og udstødningssystemet måtte ligeledes modificeres. I modsætning til Concept 1 havde New Beetle udprægede kofangere, blinklysene blev flyttet fra forlygterne til kofangeren og de runde sidespejle blev erstattet af aflange.
New Beetle blev fremstillet i Puebla, Mexico. I foråret 2003 blev New Beetle Cabriolet (type 1Y) præsenteret som efterfølger for den året forinden udgåede Golf Cabriolet. Cabrioletversionen havde ligeledes mange fælles træk med Type 1 Cabriolet, som f.eks. kalechen som i åben tilstand lå ovenpå karrosseriet og blev beskyttet mod tilsmudsning ved hjælp af en presenning.
- Bagfra
- Volkswagen New Beetle Cabriolet (2003–2005)
- Interiør

#### Facelift
På Frankfurt Motor Show blev der i 2005 introduceret en faceliftet New Beetle som Limousine og Cabriolet. Blandt nyhederne var fladere forskærme og nyformede kofangere, og forlygterne i klart glas blev ovale. Yderligere modifikationer talte smallere blinklys fortil og tofarvede baglygter.
Allerede før faceliftet blev sideblinklysene flyttet op i sidespejlene, Volkswagen-emblemerne ændret fra blå/hvid/krom til grå/krom og det drejelige emblem på bagklappen erstattet af et fast. Desuden forsvandt dørlåsen på passagerdøren, hvorfor af- og oplåsning nu generelt blev udført med fjernbetjening.
I løbet af 2007 ophørte modellen med at eksporteres til Danmark.
Den grundlæggende teknik fra Golf IV blev bibeholdt frem til produktionens indstilling i 2010, selv om Golf IV allerede i 2003 blev afløst af en efterfølger (Golf V) med ny platform.
- Volkswagen New Beetle (2005–2010)
- Bagfra
- Volkswagen New Beetle Cabriolet (2005–2010)

## Identifikation
Ved hjælp af stelnummeret, som ligesom på Type 1 var placeret under bagsædet, er det muligt at fastslå den enkelte bils bestemmelsesland; der findes følgende typeserier:
- Type 1C: New Beetle − USA, Mexico og Nordamerika
- Type 9C: New Beetle − Europa og resten af verden
- Type 1Y: New Beetle Cabriolet − hele verden

## Specialmodeller

### New Beetle Cup
I 1999 lod Volkswagen deres motorsportsafdeling, Volkswagen Motorsport, ombygge 40 biler af typen New Beetle til det planlagte New Beetle Cup. Modellen var baseret på et originalt New Beetle-råkarrosseri, som blev forstærket af firmaet Heggemann og eftermonteret med en sikkerhedscelle. Modellen blev drevet af en 2,8-liters VR6-motor med 150 kW (204 hk) og 270 Nm. Bilens mål var L 4081 mm × B 1770 mm × H 1450 mm.
- Gearkasse: 6-trins sportsgearkasse, forhjulstræk
- Kobling: Standardkobling
- Undervogn: Bilstein H&R-sportsundervogn, højdejusterbar
- Bremsesystem: ATE racer-ABS. Fortil: indvendigt ventilerede ATE Power Disc i flere dele, bagtil: uventilerede ATE Power Disc.
- Hjul: OZ 9×18 ET 11
- Dæk: 235/625-18 slick
- Sikkerhedsudstyr: Airbag, sikkerhedscelle, skalsæder, brandslukningssystem, 6-punkts sikkerhedsseler, racer-ABS, sidekollisionsbeskyttelse.
- Instrumentering: Motorsportskombiinstrument (Magneti Marelli), Data Recording

Fra 2002 blev modellen ligeledes udstyret med måleteknik for nøjagtige motordata som f.eks. omdrejningstal, temperatur og forskellige tryk. Teknikken kunne ligeledes udlæse køredata som f.eks. hastighed, G-sensor og bremsetryk. Den forbedrede motorkøling og den nye motorstyreenhed gav ligeledes en øget effekt.
En af de mest kendte kørere var Smudo.

### New Beetle RSi
I slutningen af 2000 introducerede Volkswagen den stærkeste serieversion af New Beetle, kaldet RSi. Motoren var baseret på den 24-ventilede 2,8 VR6-motor fra Golf IV, som blev opboret til 3,2 liter hvilket øgede effekten til 165 kW (224 hk). Den blev senere i modificeret form benyttet i Golf R32. Modellen var begrænset til 250 eksemplarer, og var optisk rettet mod New Beetle Cup.
Målene på New Beetle RSi adskilte sig lidt fra de andre New Beetle-versioner. Karrosseriet var 86 mm bredere, 19 mm længere og sporvidden øget med 45 mm fortil og 59 mm bagtil.
Følgende udstyr var unikt for New Beetle RSi:
- Kombiinstrument med to store, runde instrumenter. Til venstre omdrejningstæller, brændstofmåler, kølevæsketermometer og digitalur. Til højre speedometer samt kilometertæller med serviceindikator. Øverst i midten gearskifteindikator til visning af et bestemt, vigtigt omdrejningsområde.
- Der hvor der i den almindelige New Beetle var monteret en bilradio, var der i New Beetle RSi monteret ekstra instrumenter til olietryk, olietemperatur og et voltmeter.
- En tast til at starte VR6-motoren i midterkonsollen ved siden af håndbremsen.
- Cd-afspiller i taghimlen med adskilt betjenings- og styreenhed.
- El-bagrude med rudeantenne.

| Længde/bredde/højde       | 4148 mm/1810 mm/1475 mm |
| Akselafstand              | 2515 mm |
| Sporvidde (for/bag)       | 1553 mm/1553 mm |
| Vendekreds                | 10,9 m |
| Tankindhold               | 63 liter |
| Gearkasse                 | 6-trins manuel gearkasse (02M) 4-MOTION firehjulstræk med haldexkoblinger                                                                              |
| Bremser (for/bag)         | Skivebremser for (indvendigt ventilerede) 312×25 mm Skivebremser bag (indvendigt ventilerede) 256×22 mm ABS-bremser med elektronisk stabilitetsprogram |
| Hjul- og dækkombinationer | 235/40ZR18 – 9J×18ET10 (ikke godkendt til brug med snekæder) 205/55R16 – 7J×16ET10 (godkendt til brug med snekæder)                                    |
| Acceleration              | 0 til 100 km/t på 6,4 sekunder |
| Egenvægt                  | 1515 kg |
| cW-værdi                  | 0,38 (Type 1: 0,48) |

### New Beetle "Sport Edition"
New Beetle "Sport Edition" kom på markedet i 2001 med valg mellem 1,8 T-motoren med 110 kW (150 hk) og 2,3 V5-motoren med 125 kW (170 hk). Hækspoileren, som automatisk kørte ud ved hastigheder over 150 km/t, og som kun kunne fås i kombination med disse to motorer, var ligeledes standard på "Sport Edition".
Modellen fandtes med følgende lakeringer:
- Sort (A1) samt
- Reflekssølv metallic (8E).

Standardudstyret var meget mere omfangsrigt end i den "almindelige" New Beetle.

#### Indvendigt ekstraudstyr
- Lædersportssæder med tofarvet indtræk
- Hvid instrumentbelysning
- Klar blomstervase med aluring
- Bremse-, koblings- og gaspedal med påsatte aluminiumsplader
- Sorte fodmåtter med grå kant
- Håndbremsehåndtag i sort læder
- Højdejusterbare forsæder
- Læderrat med aludekorationer
- Gearstangsmanchet i sort læder
- Dør- og sidebeklædninger i dellæder, og afstemt efter trimfarve
- Lædergearknop med aluring

#### Udvendigt ekstraudstyr
- Udstødningssystem med dobbelt enderør
- Alufælge "Delta X" 17×7,5J med 225-dæk
- Kofanger fortil med nye blinklygter, gule sidemarkeringslygter, ny kølergrill og integrerede tågeforlygter
- Kofanger bagtil med røde sidemarkeringslygter

#### Ekstra funktions- og sikkerhedsudstyr
- Fralægningslommer på bagsiden af forsæderne
- Indstigningshjælp "Easy Entry"
- Forsæder med lændehvirvelstøtte
- Forsæder med sædevarme
- Sideairbags i fører- og passagerside
- Bremseanlæg fra New Beetle RSi (kun 2,3 V5)
- Gastryksstøddæmpere

### New Beetle Cabriolet "Dark Flint"
I starten af 2005 kom den første specialmodel af New Beetle Cabriolet, "Dark Flint". Denne specialmodel udmærkede sig hovedsageligt ved sit kontrast- og omfangsrige udstyrsniveau. Modellen var antracitfarvet med granatæblerød, hydraulisk kaleche og bordeauxrød læderkabine. For optisk at passe til den bordeauxrøde læderkabine blev 17"-alufælgene "Take Five" udstyret med røde indsatser. "Dark Flint"-modellen var begrænset til 250 eksemplarer.
New Beetle Cabriolet "Dark Flint" fandtes med tre forskellige motorer, to benzin- og én dieselmotor:
- 1,6 75 kW (102 hk) med 5-trins manuel gearkasse
- 2,0 85 kW (115 hk) med 5-trins manuel gearkasse eller 6-trins automatgear
- 1,9 TDI 74 kW (101 hk) med 5-trins manuel gearkasse

Standardudstyret adskilte sig meget fra den "almindelige" New Beetle Cabriolet.

#### Indvendigt ekstraudstyr
- Komfortlædersæder med bordeauxrødt indtræk
- Gearknop, midterarmlæn, håndbremsehåndtag og holdegreb udført i bordeauxrødt læder
- Sorte tekstilfodmåtter med bordeauxrøde kanter
- Sort læderrat
- Gearstangsmanchet i bordeauxrødt læder
- Dør- og sidebeklædninger i kunstlæder, og afstemt efter trimfarve
- Vindskot

#### Udvendigt ekstraudstyr
- Alufælge "Take Five" 17×7J med 225-dæk og bordeauxrøde indsatser
- Elektrohydraulisk tekstilkaleche i granatæblerød
- Sort presenning

#### Ekstra funktions- og sikkerhedsudstyr
- El-ruder fortil og bagtil
- Manuelt klimaanlæg
- Parkeringspilot
- Radio "Gamma" med cd-afspiller og 10 højttalere
- Centrallåsesystem med fjernbetjening
- Vinterpakke: Tågeforlygter, opvarmelige forsæder og opvarmelige sprinklerdyser
- Indstigningshjælp "Easy Entry"

## Motorer
Ved introduktionen i 1998 kunne New Beetle leveres med to forskellige motorer fra Golf IV, en 2,0-liters benzinmotor med 85 kW (115 hk) og en 1,9-liters TDI-dieselmotor med 66 kW (90 hk). I løbet af modellens 12-årige levetid blev motorprogrammet løbende udvidet både opad og nedad.

### Tekniske data

#### Benzinmotorer
|                                                | 1.4                      | 1.6                      | 1.6                                        | 1.8 T                           | 1.8 T                                      | 2.0                             | 2.0                                        | 2.3 V5                   | 3.2 RSi                  |
| Byggeperiode                                   | 2001−2010                | 1999−2000                | 2000−2010                                  | 1999−2000                       | 2000−2010                                  | 1998−2001                       | 2001−2010                                  | 2000−2003                | 2000−2003                |
| Motordata                                      |                          |                          |                                            |                                 |                                            |                                 |                                            |                          |                          |
| Motorkendebogstaver                            | BCA                      | AWH                      | AYD, BFS                                   | AGU                             | AWU, AWV, BKF                              | APK, AQY                        | AZJ                                        | AQN                      | AXJ                      |
| Motortype                                      | R4-benzinmotor           | R4-benzinmotor           | R4-benzinmotor                             | R4-benzinmotor                  | R4-benzinmotor                             | R4-benzinmotor                  | R4-benzinmotor                             | VR5-benzinmotor          | VR6-benzinmotor          |
| Antal ventiler pr. cylinder                    | 4                        | 2                        | 2                                          | 5                               | 5                                          | 2                               | 2                                          | 4                        | 4                        |
| Ventilstyring                                  | DOHC, tandrem            | OHC, tandrem             | OHC, tandrem                               | DOHC, tandrem                   | DOHC, tandrem                              | OHC, tandrem                    | OHC, tandrem                               | 2 × DOHC, kæde           | 2 × DOHC, kæde           |
| Fødesystem                                     | Multipoint-indsprøjtning | Multipoint-indsprøjtning | Multipoint-indsprøjtning                   | Multipoint-indsprøjtning        | Multipoint-indsprøjtning                   | Multipoint-indsprøjtning        | Multipoint-indsprøjtning                   | Multipoint-indsprøjtning | Multipoint-indsprøjtning |
| Trykladning                                    | –                        | –                        | –                                          | Turbolader, ladeluftkøler       | Turbolader, ladeluftkøler                  | –                               | –                                          | –                        | –                        |
| Køling                                         | Vandkøling               | Vandkøling               | Vandkøling                                 | Vandkøling                      | Vandkøling                                 | Vandkøling                      | Vandkøling                                 | Vandkøling               | Vandkøling               |
| Boring × slaglængde                            | 76,5 × 75,6 mm           | 81,0 × 77,4 mm           | 81,0 × 77,4 mm                             | 81,0 × 86,4 mm                  | 81,0 × 86,4 mm                             | 82,5 × 92,8 mm                  | 82,5 × 92,8 mm                             | 81,0 × 90,2 mm           | 84,0 × 95,9 mm           |
| Slagvolume                                     | 1390 cm³                 | 1595 cm³                 | 1595 cm³                                   | 1781 cm³                        | 1781 cm³                                   | 1984 cm³                        | 1984 cm³                                   | 2324 cm³                 | 3189 cm³                 |
| Kompressionsforhold                            | 10,5:1                   | 10,3:1                   | 10,5:1                                     | 9,5:1                           | 9,5:1                                      | 10,5:1                          | 10,3:1                                     | 10,8:1                   | 10,8:1                   |
| Maks. effekt ved omdr./min.                    | 55 kW (75 hk) 5000       | 74 kW (101 hk) 5600      | 75 kW (102 hk) 5600                        | 110 kW (150 hk) 5700            | 110 kW (150 hk) 5800                       | 85 kW (115 hk) 5200             | 85 kW (115 hk) 5400                        | 125 kW (170 hk) 6200     | 165 kW (224 hk) 6200     |
| Maks. drejningsmoment ved omdr./min.           | 126 Nm 3800              | 145 Nm 3800              | 148 Nm 3800                                | 210 Nm 1750−4600                | 220 Nm 2000−4200                           | 170 Nm 2400                     | 172 Nm 3200                                | 220 Nm 3300              | 320 Nm 3000              |
| Kraftoverførsel                                |                          |                          |                                            |                                 |                                            |                                 |                                            |                          |                          |
| Drivende hjul                                  | Forhjul                  | Forhjul                  | Forhjul                                    | Forhjul                         | Forhjul                                    | Forhjul                         | Forhjul                                    | Forhjul                  | Alle                     |
| Gearkasse (standardudstyr)                     | 5-trins manuel           | 5-trins manuel           | 5-trins manuel                             | 5-trins manuel                  | 5-trins manuel                             | 5-trins manuel                  | 5-trins manuel                             | 5-trins manuel           | 6-trins manuel           |
| Gearkasse (ekstraudstyr)                       | –                        | –                        | 4- eller 6-trins automatisk                | 4-trins automatisk              | 4- eller 6-trins automatisk                | 4-trins automatisk              | 4- eller 6-trins automatisk                | –                        | –                        |
| Præstationer (Limousine)                       |                          |                          |                                            |                                 |                                            |                                 |                                            |                          |                          |
| Topfart                                        | 161 km/t                 | 178 km/t                 | 179 km/t (175 km/t)                        | 203 km/t (199 km/t)             | 203 km/t (199 km/t)                        | 185 km/t (182 km/t)             | 185 km/t (182 km/t)                        | 211 km/t                 | 225 km/t                 |
| Acceleration 0-100 km/t                        | 14,6 sek.                | 11,7 sek.                | 11,7 sek. (13,2 sek.)                      | 9,0 sek.                        | 8,7 sek. (9,5 sek.)                        | 10,9 sek. (12,9 sek.)           | 10,9 sek. (12,9 sek.)                      | 8,7 sek.                 | 6,7 sek.                 |
| Brændstofforbrug pr. 100 km ved blandet kørsel | 7,1 liter Blyfri 95      |                          | 7,5 liter (8,3 liter/ 7,9 liter) Blyfri 95 | 8,1 liter (9,0 liter) Blyfri 95 | 8,1 liter (9,0 liter/ 8,9 liter) Blyfri 95 | 8,7 liter (9,2 liter) Blyfri 95 | 8,7 liter (9,4 liter/ 9,2 liter) Blyfri 95 | 8,9 liter Blyfri 98      | 11,9 liter Blyfri 98     |
| CO2-udslip ved blandet kørsel                  | 169 g/km                 |                          | 180 g/km (198 g/km/ 189 g/km)              |                                 | 194 g/km (216 g/km/ 210 g/km)              | 209 g/km (228 g/km)             | 210 g/km (224 g/km/ 222 g/km)              | 214 g/km                 | 286 g/km                 |
| Præstationer (Cabriolet)                       |                          |                          |                                            |                                 |                                            |                                 |                                            |                          |                          |
| Topfart                                        | 160 km/t                 | –                        | 178 km/t (174 km/t)                        | –                               | 202 km/t                                   | –                               | 185 km/t (182 km/t)                        | –                        | –                        |
| Acceleration 0-100 km/t                        | 15,6 sek.                | –                        | 12,3 sek.                                  | –                               | 9,3 sek.                                   | –                               | 11,7 sek. (12,9 sek.)                      | –                        | –                        |
| Brændstofforbrug pr. 100 km ved blandet kørsel | 7,1 liter Blyfri 95      | –                        | 7,7 liter (8,0 liter) Blyfri 95            | –                               | 8,1 liter Blyfri 95                        | –                               | 8,8 liter (9,2 liter) Blyfri 95            | –                        | –                        |
| CO2-udslip ved blandet kørsel                  | 171 g/km                 | –                        | 185 g/km (190 g/km)                        | –                               | 196 g/km                                   | –                               | 212 g/km (222 g/km)                        | –                        | –                        |

1. ↑  Kun for Limousine
2. 1 2  Værdier i parentes gælder for versioner med automatgear
3. 1 2 3 4 5 6 7 8 9 10 11 12 13  Med 6-trins automatgear

Samtlige versioner med benzinmotor er E10-kompatible.

#### Dieselmotorer
|                                                | 1.9 TDI                      |                           |                           |
| Byggeperiode                                   | 1998−2000                    | 2000−2005                 | 2005−2010                 |
| Motordata                                      |                              |                           |                           |
| Motorkendebogstaver                            | ALH                          | ATD, AXR, BEW             | BSW                       |
| Motortype                                      | R4-dieselmotor               | R4-dieselmotor            | R4-dieselmotor            |
| Antal ventiler pr. cylinder                    | 2                            | 2                         | 2                         |
| Ventilstyring                                  | OHC, tandrem                 | OHC, tandrem              | OHC, tandrem              |
| Fødesystem                                     | Direkte indsprøjtning        | Pumpe/dyse                | Pumpe/dyse                |
| Trykladning                                    | Turbolader, ladeluftkøler    | Turbolader, ladeluftkøler | Turbolader, ladeluftkøler |
| Køling                                         | Vandkøling                   | Vandkøling                | Vandkøling                |
| Boring × slaglængde                            | 79,5 × 95,5 mm               | 79,5 × 95,5 mm            | 79,5 × 95,5 mm            |
| Slagvolume                                     | 1896 cm³                     | 1896 cm³                  | 1896 cm³                  |
| Kompressionsforhold                            | 19,5:1                       | 19,0:1                    | 19,0:1                    |
| Maks. effekt ved omdr./min.                    | 66 kW (90 hk) 3750           | 74 kW (101 hk) 4000       | 77 kW (105 hk) 4000       |
| Maks. drejningsmoment ved omdr./min.           | 210 Nm 1900                  | 240 Nm 1800−2400          | 240 Nm 1800−2200          |
| Kraftoverførsel                                |                              |                           |                           |
| Drivende hjul                                  | Forhjul                      | Forhjul                   | Forhjul                   |
| Gearkasse (standardudstyr)                     | 5-trins manuel               | 5-trins manuel            | 5-trins manuel            |
| Gearkasse (ekstraudstyr)                       | 4-trins automatisk           | –                         | –                         |
| Præstationer (Limousine)                       |                              |                           |                           |
| Topfart                                        | 171 km/t (168 km/t)          | 178 km/t                  | 180 km/t                  |
| Acceleration 0-100 km/t                        | 13,1 sek. (14,4 sek.)        | 12,4 sek.                 | 11,5 sek.                 |
| Brændstofforbrug pr. 100 km ved blandet kørsel | 5,2 liter (6,5 liter) Diesel | 5,1 liter Diesel          | 5,4 liter Diesel          |
| CO2-udslip ved blandet kørsel                  | 140 g/km (176 g/km)          | 138 g/km                  | 143 g/km                  |
| Præstationer (Cabriolet)                       |                              |                           |                           |
| Topfart                                        | –                            | 177 km/t                  | 180 km/t                  |
| Acceleration 0-100 km/t                        | –                            | 12,4 sek.                 | 12,0 sek.                 |
| Brændstofforbrug pr. 100 km ved blandet kørsel | –                            | 5,5 liter Diesel          | 5,5 liter Diesel          |
| CO2-udslip ved blandet kørsel                  | –                            | 149 g/km                  | 145 g/km                  |

1. ↑  Værdier i parentes gælder for versioner med automatgear